# Chloropteryx languescens
Chloropteryx languescens är en fjärilsart som beskrevs av W. Warren 1897. Chloropteryx languescens ingår i släktet Chloropteryx och familjen mätare. Inga underarter finns listade i Catalogue of Life.